# Diocesi di Nova di Cesare
La diocesi di Nova di Cesare (in latino Dioecesis Novacaesariensis) è una sede soppressa e sede titolare della Chiesa cattolica.

## Storia
Nova di Cesare, nell'odierna Algeria, è un'antica sede episcopale della provincia romana di Numidia.
Unico vescovo conosciuto di Nova di Cesare è Vittorino, il cui nome si trova al 31º posto nella lista dei vescovi della Numidia convocati a Cartagine dal re vandalo Unerico nel 484; Vittorino, come tutti gli altri vescovi cattolici africani, fu condannato all'esilio.
Dal 1933 Nova di Cesare è annoverata tra le sedi vescovili titolari della Chiesa cattolica; dal 16 dicembre 1991 l'arcivescovo, titolo personale, titolare è Rino Passigato, già nunzio apostolico in Portogallo.

## Cronotassi

### Vescovi
- Vittorino † (menzionato nel 484)

### Vescovi titolari
- Gerardo Humberto Flores Reyes † (26 luglio 1966 - 7 ottobre 1977 nominato vescovo di Verapaz)
- Angelo Sodano † (30 novembre 1977 - 28 giugno 1991 nominato cardinale presbitero di Santa Maria Nuova)
- Rino Passigato, dal 16 dicembre 1991